# تصفيات كأس العالم 2006 (إفريقيا)

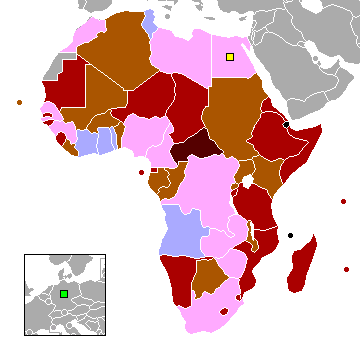
الدول المشاركة في التصفيات.

التصفيات الأفريقية لكأس العالم 2006 شارك في التصفيات 51 منتخب من أعضاء الاتحاد الأفريقي لكرة القدم، بإستثناء منتخبي جيبوتي وجزر القمر، تنافسوا على 5 أماكن لنهائيات كأس العالم.
وكان التأهل يتألف من جولتين. ودخلت 9 فرق الجولة الثانية مباشرة وهي: الفرق 5 التي تأهلت إلى نهائيات كأس العالم 2002 (الكاميرون ونيجيريا والسنغال وجنوب أفريقيا وتونس)، وأعلى 4 فرق في التصفيات العالمية للاتحاد الدولي لكرة القدم في 25 يونيو 2003 (جمهورية الكونغو الديمقراطية، وساحل العاج، ومصر، والمغرب). والفرق 42 الأخرى لعبت مصنفة 2 في 2 ولعبت مباريات ذهاب وإياب. تقدم الفائزون الـ 21 منهم إلى الجولة الثانية.
في الجولة الثانية، قُسمت الفرق الـ 30 إلى 5 مجموعات مكونة من 6 فرق. ولعبت الفرق في كل مجموعة ضد بعضها البعض. وتأهل الفريق صاحب معظم النقاط في كل مجموعة إلى كأس العالم.
وشكلت المسابقة أيضاً تصفيات كأس الأمم الأفريقية 2006 مع تأهل أفضل ثلاث فرق من كل مجموعة (باستثناء مصر، كونها الدولة المضيفة، وتأهل رابع دولة في مجموعة مصر).

## طريقة التأهل
يحتسب التأهل الفريق وفقا للترتيب التالي:
1. الأعلي في النقاط
2. المواجهة المباشرة بين الفريقين
3. فارق الاهداف
4. الأعلى في إحراز الأهداف
5. فارق الاهداف في المجموعة كلها
6. أعلى أهداف احرزت في المجموعة
7. مباراة فاصلة علي أرض محايدة ( تشتمل علي وقت إضافي وضربات الجزاء في حال التعادل)

## الجولة الأولى
| الفريق الأول      | إجم.   | الفريق الثاني          | مباراة الذهاب | مباراة الإياب |
| ----------------- | ------ | ---------------------- | ------------- | ------------- |
| غينيا بيساو       | 1–4    | مالي                   | 1–2           | 0–2           |
| مدغشقر            | 3–4    | بنين                   | 1–1           | 2–3           |
| سيشل              | 1–5    | زامبيا                 | 0–4           | 1–1           |
| بوتسوانا          | 4–1    | ليسوتو                 | 4–1           | 0–0           |
| غينيا الاستوائية  | 1–2    | توغو                   | 1–0           | 0–2           |
| ساو تومي وبرينسيب | 0–9    | ليبيا                  | 0–1           | 0–8           |
| تنزانيا           | 0–3    | كينيا                  | 0–0           | 0–3           |
| النيجر            | 0–7    | الجزائر                | 0–1           | 0–6           |
| أوغندا            | 4–3    | موريشيوس               | 3–0           | 1–3 (a.e.t.)  |
| السودان           | 3–0    | إرتريا                 | 3–0           | 0–0           |
| زيمبابوي          | 4–2    | موريتانيا              | 3–0           | 1–2           |
| إسواتيني          | 1–4    | الرأس الأخضر           | 1–1           | 0–3           |
| بوروندي           | 1–4    | الغابون                | 0–0           | 1–4           |
| تشاد              | 3–3(a) | أنغولا                 | 3–1           | 0–2           |
| الكونغو           | 2–1    | سيراليون               | 1–0           | 1–1           |
| إثيوبيا           | 1–3    | مالاوي                 | 1–3           | 0–0           |
| رواندا            | 4–1    | ناميبيا                | 3–0           | 1–1           |
| غينيا             | 5–3    | موزمبيق                | 1–0           | 4–3           |
| غامبيا            | 2–3    | ليبيريا                | 2–0           | 0–3           |
| الصومال           | 0–7    | غانا                   | 0–5           | 0–2           |
| بوركينا فاسو      | w/o    | جمهورية إفريقيا الوسطى |               |               |

## الجولة الثانية

### المجموعة 1
| المنتخب | المباريات | الفوز | التعادل | الخسارة | له | عليه | الفارق | النقاط |
| ------- | --------- | ----- | ------- | ------- | -- | ---- | ------ | ------ |
| توغو    | 10        | 7     | 2       | 1       | 20 | 8    | +12    | 23     |
| السنغال | 10        | 6     | 3       | 1       | 21 | 8    | +13    | 21     |
| زامبيا  | 10        | 6     | 1       | 3       | 16 | 10   | +6     | 19     |
| الكونغو | 10        | 3     | 1       | 6       | 10 | 14   | −4     | 10     |
| مالي    | 10        | 2     | 2       | 6       | 11 | 14   | −3     | 8      |
| ليبيريا | 10        | 1     | 1       | 8       | 3  | 27   | −24    | 4      |

- تأهل منتخب توغو إلى بطولة كأس العالم.
- تأهلت منتخبات توغو، السنغال، وزامبيا إلى بطولة كأس الأمم الأفريقية.

### المجموعة 2
| المنتخب                     | المباريات | الفوز | التعادل | الخسارة | له | عليه | الفارق | النقاط |
| --------------------------- | --------- | ----- | ------- | ------- | -- | ---- | ------ | ------ |
| غانا                        | 10        | 6     | 3       | 1       | 17 | 4    | +13    | 21     |
| جمهورية الكونغو الديمقراطية | 10        | 4     | 4       | 2       | 14 | 10   | +4     | 16     |
| جنوب إفريقيا                | 10        | 5     | 1       | 4       | 12 | 14   | −2     | 16     |
| بوركينا فاسو                | 10        | 4     | 1       | 5       | 14 | 13   | +1     | 13     |
| الرأس الأخضر                | 10        | 3     | 1       | 6       | 8  | 15   | −7     | 10     |
| أوغندا                      | 10        | 2     | 2       | 6       | 6  | 15   | −9     | 8      |

- تأهل منتخب غانا إلى بطولة كأس العالم.
- تأهلت منتخبات غانا، الكونغو الديمقراطية، وجنوب أفريقيا إلى بطولة كأس الأمم الأفريقية.

### المجموعة 3
| المنتخب    | المباريات | الفوز | التعادل | الخسارة | له | عليه | الفارق | النقاط |
| ---------- | --------- | ----- | ------- | ------- | -- | ---- | ------ | ------ |
| ساحل العاج | 10        | 7     | 1       | 2       | 20 | 7    | +13    | 22     |
| الكاميرون  | 10        | 6     | 3       | 1       | 18 | 10   | +8     | 21     |
| مصر        | 10        | 5     | 2       | 3       | 26 | 15   | +11    | 17     |
| ليبيا      | 10        | 3     | 3       | 4       | 8  | 10   | −2     | 12     |
| السودان    | 10        | 1     | 3       | 6       | 6  | 22   | −16    | 6      |
| بنين       | 10        | 1     | 2       | 7       | 9  | 23   | −14    | 5      |

- تأهل منتخب ساحل العاج إلى بطولة كأس العالم.
- تأهلت منتخبات ساحل العاج، الكاميرون، مصر، وليبيا إلى بطولة كأس الأمم الأفريقية. (تأهلت مصر مباشرة كونها المضيف)

### المجموعة 4
| المنتخب  | المباريات | الفوز | التعادل | الخسارة | له | عليه | الفارق | النقاط |
| -------- | --------- | ----- | ------- | ------- | -- | ---- | ------ | ------ |
| أنغولا   | 10        | 6     | 3       | 1       | 12 | 6    | +6     | 21     |
| نيجيريا  | 10        | 6     | 3       | 1       | 21 | 7    | +14    | 21     |
| زيمبابوي | 10        | 4     | 3       | 3       | 13 | 14   | −1     | 15     |
| الغابون  | 10        | 2     | 4       | 4       | 11 | 13   | −2     | 10     |
| الجزائر  | 10        | 1     | 5       | 4       | 8  | 15   | −7     | 8      |
| رواندا   | 10        | 1     | 2       | 7       | 6  | 16   | −10    | 5      |

- تأهل منتخب أنغولا إلى بطولة كأس العالم.
- تأهلت منتخبات أنغولا، نيجيريا، وزيمبابوي إلى بطولة كأس الأمم الأفريقية.

### المجموعة 5
| المنتخب  | المباريات | الفوز | التعادل | الخسارة | له | عليه | الفارق | النقاط |
| -------- | --------- | ----- | ------- | ------- | -- | ---- | ------ | ------ |
| تونس     | 10        | 6     | 3       | 1       | 25 | 9    | +16    | 21     |
| المغرب   | 10        | 5     | 5       | 0       | 17 | 7    | +10    | 20     |
| غينيا    | 10        | 5     | 2       | 3       | 15 | 10   | +5     | 17     |
| كينيا    | 10        | 3     | 1       | 6       | 8  | 17   | −9     | 10     |
| بوتسوانا | 10        | 3     | 0       | 7       | 10 | 18   | −8     | 9      |
| مالاوي   | 10        | 1     | 3       | 6       | 12 | 26   | −14    | 6      |

- تأهل منتخب تونس إلى بطولة كأس العالم.
- تأهلت منتخبات تونس، المغرب، وغينيا إلى بطولة كأس الأمم الأفريقية.

## الفرق المؤهلة
تأهلت الفرق الخمسة التالية من الاتحاد الأفريقي لكرة القدم للبطولة النهائية.
| الفرق      | مؤهل لكونه                                   | تاريخ التأهل  | التاريخ              |
| ---------- | -------------------------------------------- | ------------- | -------------------- |
| توغو       | الفائز في المجموعة الأولى في الجولة الثانية  | 8 أكتوبر 2005 | المرة الأولى         |
| غانا       | الفائز في المجموعة الثانية في الجولة الثانية | 8 أكتوبر 2005 | المرة الأولى         |
| ساحل العاج | الفائز في المجموعة الثالثة في الجولة الثانية | 8 أكتوبر 2005 | المرة الأولى         |
| أنغولا     | الفائز في المجموعة الرابعة في الجولة الثانية | 8 أكتوبر 2005 | المرة الأولى         |
| تونس       | الفائز في المجموعة الخامسة في الجولة الثانية | 8 أكتوبر 2005 | 3 (1978، 1998، 2002) |

## الهدافين
11 أهداف
| - إيمانويل أديبايور |

9 أهداف
| - ديدييه دروغبا |

8 أهداف
| - أوبافيمي مارتينز |

7 أهداف
| - أرونا دينداني | - هنري كامارا |  |

6 أهداف
| - منصور بوتابوت - أكوا (لاعب كرة قدم أنغولي) | - بيير ويبو - عمرو زكي (لاعب كرة قدم) | - سامبيغو بانغورا - دينيس أوليتش |

5 أهداف
| - تشيبيسو مولوانتوا - ديبسي سيلولواني - موموني داغانو | - أرليندو غوميز سيميدو - كارلوس مورايس - هيثم طمبل | - فرانسليدو دوس سانتوس - كولينز مبيسوما |

4 أهداف
| - عمر تشوموغو - صامويل إيتو - أرميل ديزني - شعباني نوندا - ستيفن أبياه | - أسامواه جيان - كابا دياوارا - أحمد فرج المصلي - سومايلا كوليبالي - يوسف حاجي | - الحجي ضيوف - خوزي كلايتون - ديفيد أوبوا - شينغايي كاونديرا - بيتر ندلوفو |

3 أهداف
| - نسيم أكرور - عبد المالك شراد - فرنسيس عمر بلونغا - محمد أبو تريكة - عبد الحليم علي - أحمد حسن - ثيودور نغويما - ماثيو أمواه | - مايكل إيسيان - باسكال فيندونو - إسحاق توندو - نادر كارة - أحمد سعد عثمان - نويل مكانداويري - مروان الشماخ - طلال القرقوري | - جواد الزايري - داريو مونتيرو - سعيد ماكاسي - محمد قادر - مامان شريف توريه - هيكل قمامدية - هاري ميلانزي - بنجاني مواروواري |

2 أهداف
| - فلافيو أمادو - موريتالا أوغونبيي - نيلسون غابولويلوي - عبد الله سيسيه - يحيى كيبي - جيريمي نجيتاب - ريغوبرت سونغ - رودي ندي - ميشيل بوانجا - تريسور مبوتو - طارق السعيد - أحمد حسام - عماد متعب - محمد شوقي - تييري إيسييمو - ستيفان نغويما - نانا أرهين دواه | - إسحاق بواكيه - سولي علي مونتاري - عثمان بانغورا - فودي مانساري - جون باراسا - طارق التائب - إيمانويل شيباتالا - إساو كانييندا - هيستون منتالي - راسيل موافوليروا - درامان كوليبالي - فريديريك كانوتي - جوليوس أغاهوا - نوانكو كانو - ياكوبو إيغبيني - جون لومامي - بابا بوبا ديوب | - موسى نداي - مبوليلو مابيزيلا - بيني ماكارثي - ستيفن بينار - سيبوسيسو زوما - مصطفى ساليفو - ياو جونيور سينايا - عادل الشاذلي - قيس الغضبان - كريم حڨي - غيوفري سيرونكوما - غيفت كامبامبا - اغناطيوس لويبا - نتشيمونيا مويتوا - مومامبا نومبا |

1 هدف
| - يسعد بورحلي - سفيان داود - حمزة ياسف - عنتر يحيى - ماورو - فغويريدو - فريدي (لاعب كرة قدم أنغولي) - مانتوراس - ماركو باولو (لاعب كرة قدم) - زي كالانغا - أنيست أدجامونسي - كوفي أغيبيسي - جوكلين أهوويا - راتشاد تشيتو - بشيرو قاسمو أوسيني - ستيفان سيسينيون - سيداث تشوموغو - موغوغي غابونامونغ - تشيبو موتلهابانكو - عبد العزيز نيكيما - سايدو بانانديتيغويري - فلوران رووامبا - أمادو توريه - مامادو زونغو - غابريل نزييمانا لونغو - رودولف دوالا - غاي فيوتشيني - بيل تشاتو - جانيسيو مارتينز - جيمي موديستي - غيرفيه باتوتا - برتراند بويتي - رولف كريستيل غويي مين - مبيامسي مفوبي - ديكيلو باغيتا - مبالا مبوتا بيسكوتي - نغاسانيا إيلونغو - ديوكو كالويتوكا - سيريل موبيالا كيتامبالا - زولا ماتومونا - مارسيل كيميمبا مبايو - كابامبا موساسا - كانغا أكالي - بونافينتور كالو - باكاري كوني - غيل يابي يابو - أحمد عيد عبد الملك - محمد عبد الوهاب (لاعب) - حسن مصطفى (لاعب كرة قدم) | - سيرجيو باريلا - تيشومي غيتو - جورج أكيريمي - كاتيلينا أوباميانغ - إيتيان بيتو - إيتيان ألان دجيسيكادي - ديودوني لوندو - شيفا نزيغو - عبده رحمن نجي - إدريسا سونكو - لورينس أدجي - غودوين أترام - جويتيكس أسامواه فريمبورغ - سليمان يولا - ديونيسيو فرنانديز - إدوين موكينيا - مايك أوكوث أوريغي - موسى أوتينو - موسى رامافول - ألفين كيه - زيزي روبرتس - أركاديا مارتين ويساي توي - مرعي الرملي - يونس الحسين الشيباني - محمد الربيعي (لاعب كرة قدم ليبي) - عثمان فرجاني - مرعي سليمان - روبرت إدموند - جان جاك رادوناما هافاليسون - ألان راكوتوندرامانانا - باتريك مابيدي - بيتر مغانغيرا - ألبرت مينغانجيرا - جيمي زاكازاكا - عبد الله ديمبا - مامادو ديالو - سليمان دياموتين - محمدو ديارا - سيدو كيتا - جبيريل سيديبي - محمد سيسوكو - يوان لانجلي - أحمد سيديبي - جيري لويس - سيريل مورجين - ريكاردو نابوث - منير دياني - حسين خرجة - يوسف المختاري - يوسف سفري | - باولوس شيبانغا - جوزيف إيناكارهير - كريستيان أوبودو - بيتر أوديموينغي - جاي جاي أوكوشا - جون أوتاكا - جوزيف يوبو - أييلا يوسف - جواو إلياس مانامانا - جيمي غاتيت - أوليفر كاريكيزي - جيمي موليسا - بابا ديا - عبد الله دياغني فاييه - لاميني دياتا - خليلو فاديغا - بابكر غويي - مامادو نيانغ - روبرت سوزيت - إبراهيم كوروما - شون بارتلت - ديلرون باكلي - كوينتون فورتشن - عمار عبد - فيصل العجب - مجاهد أحمد - هيثم الرشيد - جوزيف جوب - سيز دلاميني - أديكامني أولوفادي - ناجح إبراهم - وسام العابدي - زياد الجزيري - عصام جمعة - مهدي النفطي - علي الزيتوني - أساني بايوب - سيمون ماسابا - حسن موبيرو - إبراهيم سيكاغيا - كالوشا بواليا - لينوس تشالوي - دودلي فيشيتي - جاكوب مولينغا - إيليا تانا - جورج مبواندو - آدم ندلوفو - تيناشي نينغوماشا - اشلي رامباناباسي - كايتانو تيمبو |

أهداف خاصة
| - سليمان رحو (ضد زيمبابوي) - رجب مويني (ضد الجابون) | - نيلسون فيغا (ضد غانا) - رينيه نسي أكوي (ضد أنغولا) | - زفينييكا ماكونيزي (ضد رواندا) |